# Basterna
Eine Basterna (gr. βαστάζω; dt. auch Maultiersänfte) ist ein sänftenartiges Transportmittel, das in der Antike und im Frühmittelalter verwendet wurde. Mit einer Basterna reisten vornehmlich Frauen.
Die Konstruktion besteht aus einer ringsum geschlossenen Kabine, die über zwei Querbalken auf zwei flankierende Maultiere gebunden ist.
Gregor von Tours belegt die Verwendung der Basterna noch im Frühmittelalter. Er berichtet, dass die romanische Aristokratin Deoteria Mitte des 6. Jahrhunderts aus Eifersucht ihre eigene Tochter umbrachte, indem sie das Mädchen in eine Basterna setzen ließ, die statt auf Maultiere auf zwei wilde Stiere gebunden worden war. Die Tiere rissen die Sänfte in die Maas und das Mädchen ertrank.